# Fannie Mae
Fannie Mae, een acroniem voor Federal National Mortgage Association of afgekort als FNMA, is een bedrijf uit de Verenigde Staten dat voornamelijk financiële diensten levert aan hypotheeknemers.

## Activiteiten
Fannie Mae is een grote speler op de markt van gesecuritiseerde hypotheekleningen. Fannie Mae koopt hypotheekleningen op van banken en andere verstrekkers. Een deel hiervan wordt gehouden en de rentemarge draagt bij aan de winst van het bedrijf. Het resterende deel wordt gebundeld in pakketten en verkocht op de kapitaalmarkt aan andere beleggers met een garantie van Fannie Mae. In ruil voor die garantie vraagt het bedrijf een soort verzekeringspremie, en dat is een andere bron van inkomsten.
In 2024 nam Fannie Mae voor US$ 381 miljard aan hypotheken over, dit correspondeerde met ongeveer 1,4 miljoen huizen. Per jaareinde 2024 was het balanstotaal US$ 4350 miljard en Fannie Mae had ongeveer een kwart van de Amerikaanse markt voor dit soort producten in handen. De rente-inkomsten in dat jaar bedroegen US$ 150 miljard en daar stonden rentekosten tegenover van US$ 122 miljard. In 2024 rapporteerde het een winst van US$ 17 miljard, maar na aftrek van het dividend op preferente aandelen, resteerde een winst voor gewone aandeelhouders van US$ 3 miljoen. Dit laatste bedrag werd aan het eigen vermogen toegevoegd.
De gewone aandelen Fannie Mae worden nog altijd verhandeld op de over-the-counter markt. Sinds 1 januari 2025 is de koers bijna verviervoudigd, van ongeveer US$ 2,3 en naar US$ 8,0 in augustus 2025.

## Geschiedenis

### Oprichting
Fannie Mae werd in 1938 opgericht als een overheidsbedrijf door de regering van Franklin Delano Roosevelt. Het maakte deel uit van diens New Deal-plan dat de Amerikaanse economie uit het slop moest trekken ten tijde van de Grote Depressie. Het doel van het bedrijf was om zo veel mogelijk Amerikanen huiseigenaars te maken. Fannie Mae werd actief op de markt van hypotheekleningen en behield gedurende de volgende 30 jaar een quasimonopolie in deze sector.
Begin jaren 1960 raakte de Amerikaanse begroting uit het evenwicht. President Johnson kampte met hoge uitgaven voor de Vietnamoorlog en zijn Great Society programma. Ambtenaren zochten naar creatieve manieren om de overheidsuitgaven te verminderen en als federale instantie werden de aanzienlijke schulden van Fannie Mae meegerekend als onderdeel van de staatsschuld. Na het aannemen van de Housing and Urban Development Act of 1968 werd op 1 september 1968 het toenmalige staatsbedrijf Fannie Mae gesplitst in twee entiteiten, de Government National Mortgage Association of Ginnie Mae, een staatsbedrijf, en een 'nieuwe' Fannie Mae. Deze laatste werd een Government-Sponsored Enterprise (GSE), in private handen en met een beursnotering. Fannie Mae behield zijn federale charter dat het verplichtte een publiek doel te dienen. Als GSE werd de schuld van Fannie Mae niet langer als staatsschuld meegerekend.

### Privatisering
Vanaf toen stond Fannie Mae niet langer garant voor door de overheid verleende hypotheekleningen. Die verantwoordelijkheid was overgegaan naar Ginnie Mae. Als GSE is het een is een financiële dienstverlener die door een wet van het Amerikaans Congres is opgericht om de kredietstroom naar de woningbouw te verbeteren. Een GSE is een hybride entiteit, enerzijds in particuliere handen en met winstoogmerk, maar opererend onder een charter met speciale privileges die niet beschikbaar zijn voor puur private bedrijven. Enkele voordelen zijn een kredietlijn bij het Amerikaanse ministerie van Financiën, belastingvrijstellingen en geen registratievereisten bij de Securities and Exchange Commission (SEC). Het toezicht van het Amerikaans congres bleef. Ook werd in 1970 Freddie Mac opgericht om concurrentie te creëren. Fannie Mae was tot 2010 genoteerd aan de New York Stock Exchange en was tot die tijd opgenomen in de S&P 500-beursindex.
Eind 2004 werd een onderzoek ingesteld naar een vermeend boekhoudschandaal bij Fannie Mae. Drie toplieden zouden tussen 1998 en 2004 de resultaten aangepast hebben om een maximum aan bonussen te verdienen. Eind 2006 werden de drie aangeklaagd voor de terugbetaling van tientallen miljoenen euro's.
Door de privatisering ontstond een ongewone situatie. De Amerikaanse overheid was niet contractueel verplicht om Fannie Mae, of Freddie Mac, te helpen als deze in financiële problemen zou geraken. In de staatsbegroting werd met dit risico ook geen rekening gehouden. Beleggers in Fannie Mae veronderstelden dat de regering financieel zou bijspringen als het echt mis zou gaan. De bedrijven waren immers zeer groot, ze speelden een cruciale rol bij de woningfinanciering en een faillissement zou een grote negatieve invloed hebben op het financiële bestel en de economie van het land. De toezichthouder van beide hypotheekverstrekkers, de Office of Federal Housing Enterprise Oversight (OFHEO), stelde ook zeer lage kapitaaleisen waardoor er nauwelijks vermogen aanwezig was om tegenvallers op te vangen. De toezichthouder deed dit op nadrukkelijk verzoek van het Amerikaanse Congres. Dit versterkte het beeld van de beleggers dat de overheid altijd financieel garant zou staan. Het grote voordeel voor Fannie Mae was dat het tegen een zeer kleine rentepremie boven risicoloze staatsobligaties, geld in de kapitaalmarkt kon aantrekken waarmee ook de hypotheekrente laag bleef. Hiervan profiteerden dan weer de huizenbezitters.

### Onder curatele
Tijdens de kredietcrisis werd op 7 september 2008 het bedrijf, alsook sectorgenoot Freddie Mac, door de Amerikaanse overheid onder curatele geplaatst, waarbij de leiding van het bedrijf werd overgenomen door de Federal Housing Finance Agency. Directeur Daniel Mudd werd ontslagen. Tot deze stappen werd besloten naar aanleiding van een rapport van Morgan Stanley in opdracht van de Amerikaanse Minister van Financiën. Daaruit bleek dat de onderneming - na herrekening van de financiële positie - niet over de voorgeschreven hoeveelheid eigen vermogen beschikte.
De voortdurende verliezen op hypotheken leidde tot een gestage stroom verliezen voor Fannie Mae, die aanmerkelijke financiële steun van de Amerikaanse overheid noodzakelijk maakte. In november 2009 had de Amerikaanse overheid, in diverse vormen, circa US$ 60 miljard aan Fannie Mae gegeven. Uiteindelijk liep de overheidssteun op tot circa US$ 117 miljard. 
In januari 2013 ontving Fannie Mae een schadevergoeding van US$ 11 miljard van de Bank of America. In juli 2013 betaalde Citigroup een miljard dollar wegens het doorverkopen van slechte hypotheken. Tussen 2000 en 2012 verkocht de bank aan Fannie Mae miljoenen hypotheken waarbij onjuiste informatie over het onderpand of hypotheekhouders is verstrekt.
In 2013 rapporteerde Fannie Mae een recordwinst van US$ 84 miljard en kon hiermee een groot deel van de overheidssteun terugbetalen. In februari 2014 volgde nog een uitkering, waarmee de overheid in totaal US$ 121,1 miljard heeft teruggekregen, een bedrag dat lag boven de ontvangen steun van de overheid.
Er is geen termijn afgesproken over de duur van de curatele, maar deze zal worden opgeheven als er voldoende eigen vermogen op de balans staat om de financiële risico's op te vangen. In 2024 stond er zo'n US$ 94 miljard op de balans, maar dit was nog ruim onvoldoende om de curatele te beëindigen.
In augustus 2025 kwam naar buiten dat de regering Trump diverse Amerikaanse banken heeft benaderd voor plannen om de aandelen van Fannie Mae, en Freddy Mac, naar de beurs te brengen. Beide bedrijven zouden in totaal een beurswaarde hebben van ongeveer US$ 500 miljard. Voor het jaareinde van 2025 moet deze privatisering gerealiseerd zijn.